# Tamus
- Commons
- Wikispecies

Tamus (vernacular, tamo) é um género botânico pertencente à família Dioscoreaceae.

## Classificação do gênero
| Sistema | Classificação                   | Referência               |
| ------- | ------------------------------- | ------------------------ |
| Linné   | Classe Dioecia, ordem Hexandria | Species plantarum (1753) |